# Galeoglossum tubulosum
Galeoglossum tubulosum är en orkidéart som först beskrevs av John Lindley, och fick sitt nu gällande namn av Gerardo A. Salazar och Soto Arenas. Galeoglossum tubulosum ingår i släktet Galeoglossum och familjen orkidéer. Inga underarter finns listade i Catalogue of Life.